# Safenwil
Safenwil (gsw. Saafewyl) – gmina (niem. Einwohnergemeinde) w Szwajcarii, w kantonie Argowia, w okręgu Zofingen. Liczy 4 107 mieszkańców (31 grudnia 2020). Leży pomiędzy dwoma rzekami: Uerke oraz Wigger.